# Vaginadagen
Internationella vaginadagen, V-dagen (V-Day), är en feministisk dag som infaller mellan den 14 februari och 31 mars och är en reaktion mot våld riktat mot kvinnor. I Sverige introducerades dagen av RFSU. V står för Valentine, Vagina och Victory Over Violence Day. Det är en internationell rörelse med syfte att stoppa våldet mot flickor och kvinnor. Projektet arrangerades på 3400 platser världen över 2007. V-Day kan arrangeras mellan 14 februari och 31 mars. Den svenska V-Day introducerades av Elin Lundgren 2002. Vaginadagen arrangeras 2010 för femte gången.